# Unión Sindical Obrera
La Unión Sindical Obrera (USO), in italiano Unione Sindacale Operaia, è un sindacato spagnolo fondato clandestinamente durante la Dittatura franchista alla fine degli anni cinquanta. Uno dei suoi centri furono le miniere delle Asturie dove si era sviluppata una forte conflittualità. Nonostante l'adesione di settori operai cristiani il sindacato ha sempre mantenuto un carattere aconfessionale. Il documento fondativo del sindacato viene approvato e pubblicato nel 1961 e nei vent'anni successivi, mentre perdura la dittatura, la USO espande progressivamente la propria attività partendo dai nuclei originari di Madrid, Asturie e Paesi Baschi.
Alle elezioni sindacali del 2019 è risultata il terzo sindacato spagnolo dopo Comisiones Obreras e UGT con 11.557 delegati eletti (4,2%).